# Encartaciones

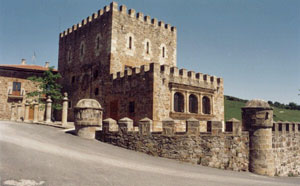
Casa de Juntas d'Avellaneda

Les Encartaciones (en euskera Enkarterri) és una comarca de Biscaia, en el País Basc (Espanya). Situada en la part occidental d'aquesta, limitant amb Cantàbria, Castella i Lleó i Àlaba. Les Encartaciones confinen al sud amb les valls d'Ayala, Okondo (Àlaba) i Mena (Burgos); al nord amb Castro Urdiales i Guriezo, així com a l'oest amb Soba, Rasines, Ramales de la Victoria i Valle de Villaverde, tots territori de Cantàbria. I a l'est amb la comarca del Gran Bilbao (Biscaia). La seva capital és la vila de Balmaseda. La seva població actual és de 30.966 habitants.
La Mancomunitat de Municipis de les Encartaciones, composta pels municipis d'Artzentales, Galdames, Gordexola, Gueñes, Karrantza, Lanestosa, Sopuerta-Garape, Turtzioz, Balmaseda i Zalla; té situada la seva seu en el barri d'Aranguren del municipi de Zalla, el seu president és Martín Pérez, membre de l'executiva del Bizkai Buru Batzar.
| #  | Municipi        | Alcalde                            | Partit Polític | Població | % Població | Territori km² |
| -- | --------------- | ---------------------------------- | -------------- | -------- | ---------- | ------------- |
| 1  | Balmaseda       | Joseba Mirena Zorrilla Ibáñez      | PNB            | 7168     | 23,15      | 22,3          |
| 2  | Karrantza       | José Luis Portillo López           | PNB            | 2836     | 9,16       | 137,70        |
| 3  | Artzentales     | José María Ignacio Iglesias Aldana | PNB            | 692      | 2,23       | 36            |
| 4  | Güeñes          | Koldo Artaraz Martín               | PNB            | 6328     | 20,44      | 41,49         |
| 5  | Zalla           | Juanra Urkijo Etxeguren            | PNB            | 8143     | 26,30      | 31,03         |
| 6  | Sopuerta        | Emilio Reina Laiseca               | AEI            | 2439     | 7,88       | 42,80         |
| 7  | Galdames        | Carlos Avellanal Villanueva        | PNB            | 841      | 2,72       | 44,50         |
| 8  | Gordexola       | Iñaki Aretxederra Zurimendi        | PNB            | 1658     | 5,35       | 41,50         |
| 9  | Turtzioz        | Juan José Llano Llaguno            | PNB            | 556      | 1,80       | 31            |
| 10 | Lanestosa       | Felipe Ranero Herrero              | PNB            | 305      | 0,98       | 1,20          |
|    | 'Encartaciones' | Esther Lasa Seisdedos              | PNB            | 30966    | 100        | 429,52        |

## Origen

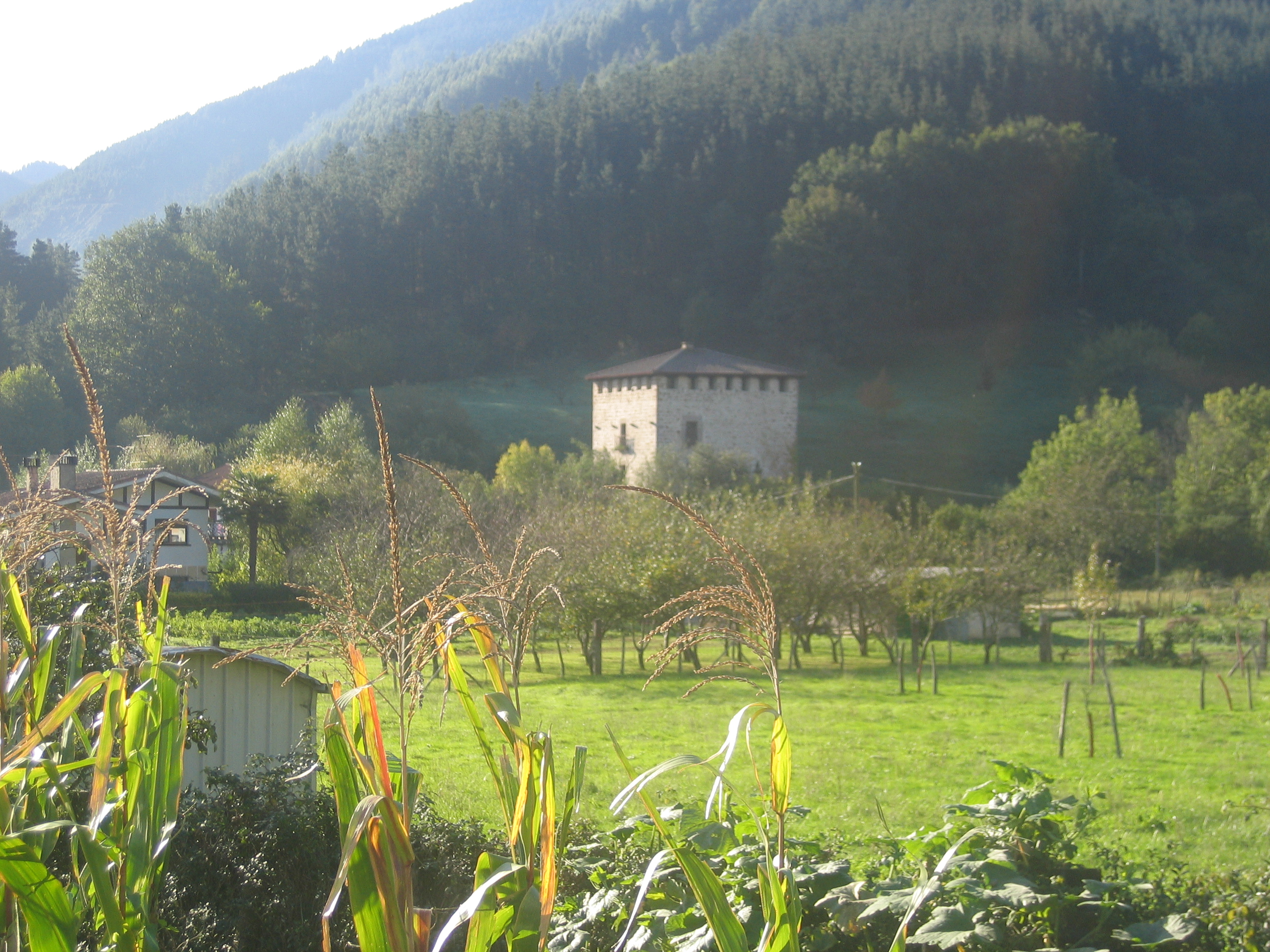
Torre Ibargüen, Gordexola

La part occidental de l'antic senyoriu de Biscaia rebia el nom d'Encartaciones. La paraula "encartación", rigorosament castellana, només va poder aparèixer en temps que aquesta llengua estava ja formada plenament com un dels molts resultants de l'evolució del llatí a les llengües vulgars, o sigui, entre els segles xii i xiii, precisament en l'època que Biscaia va entrar de ple en el joc de la Història. Es té per bona l'explicació, segons la qual, el nom d'Encartaciones, aplicat actualment a una zona de Biscaia, prové de les cartes forals entre el senyor de Biscaia i els seus habitants. Diu Labayru que el nom procedeix d'haver incorporat aquestes terres al senyor de Biscaia els senyors particulars i els reis senyors des de Joan I de Castella per mitjà de cartes i privilegis que els concedien les llibertats del Senyoriu. Però hi ha altres opinions. Alguns, recolzant-se en el fet del terreny fragós de la regió, una mica terra de ningú en l'antic, atribuïxen dit nom a haver estat aquest refugi d'encartats o condemnats en rebel·lia, després de cridar-los amb bàndols públics, per causes delictives o polítiques.
Les Encartaciones han comprès històricament les deu repúbliques següents:
- Vall de Somorrostro amb dues entitats: 
  - Els Tres Concejos: Santurtzi, Sestao, i San Salvador de la Valle
  - Els Quatre Concejos:Muski, Zierbana, Abanto de Suso i Abanto de Yuso.
- Vall de Salcedo format per dos concejos: 
  - Concejo de Güeñes, dividit en quatre quadrilles: Bermejillo, Goikuria, Santxosolo i la Ribera.
  - Concejo de Zalla amb les quadrilles de Mimetiz (Corillo), Aranguren, Sollano, Taramona (La Herrera) i Valdahedo (Otxaran).
- Vall de Karrantza (en llatí: Carrantium) amb els concejos menors de Sierra, San Esteban i Soscaños, Santecilla, Biañez i Aedo.
- Vall de Gordexola, dividit en les quatre quadrilles de Zaldu, Zubieta, Sandamendi i Irazagorria.
- Vall de Turtzioz, que compta amb els terços del Puente, La Calera, Gordón, Cueto, Romaña i Pando.
- Vall d'Artzentales (argentales o lloc de plata?), compost pels llocs de Linares i Traslaviña.
- Concejo de Galdames està dividit en quatre anteiglesias: Galdames de Suso, Galdames de Yuso, Loizaga i Montellano.
- Concejo de Sopuerta (en llatí: Subporta) està dividit en sis anteiglesias: Sopuerta, Mercadillo, Baluga, Olabarrieta, Bezi i Avellaneda.

A més, tres són les viles enclavades en aquest territori, que no van ser part de les Encartaciones, sinó que feien comunitat amb les viles de Biscaia: la vila de Portugalete (1322, María Díaz d'Haro, senyora de Biscaia), la vila de Valmaseda (1199, Lope Sánchez de Mena, senyor de Bortedo) i la vila de Lanestosa (1287, Lope Díaz III d'Haro, senyor de Biscaia). En el passat es va donar certa prolongació encartada en l'anteiglesia de Barakaldo; i en diverses ocasions han pretès oriundez vizcaína llocs afins a les Encartaciones, com ara Castro Urdiales, la vall de Mena i fins i tot BasauriPlantilla:Demostrar. Segons Eduardo de Escarzaga, natural de Gordexola, es va anomenar també com a Encartaciones a alguns llocs de la província de Burgos bestiars pels senyors de Biscaia. De l'enclavament cántabre de la vall de Villaverde diu Antonio de Trueba que "aquesta vall, física i històricament és propi de les Encartaciones", encara que prioritàriament ho és de Cantàbria. Actualment, tant els Tres Concejos com els Quatre Concejos de la vall de Somorrostro, així com la vila de Portugalete, pertanyen administrativament a la comarca del Gran Bilbao segons les Directrius d'Ordenació del Territori del País Basc.

## Geografia i cultura encartada
Hi ha restes prehistòriques importants en les Encartaciones en jaciments de Ventalaperra (Karrantza) i Arenaza (Galdames). En origen, les Encartaciones estaven habitades per la tribu preromana dels autrigons. Els romans es van assentar en les Encartaciones en el 25 aC per ser aquest lloc estratègic per a les rutes comercials que unien l'interior amb el port de Flaviobriga (Castro Urdiales), construint una calçada que travessava la comarca per Avellaneda (es conserva part de la calçada i algun milliarium). Les Encartaciones van ser objecte d'atenció per part d'autors cèlebres de l'antiguitat romana, com Claudi Ptolemeu, Dió Cassi, Pomponi Mela, Pau Orosi, Plini i Pau Emili.

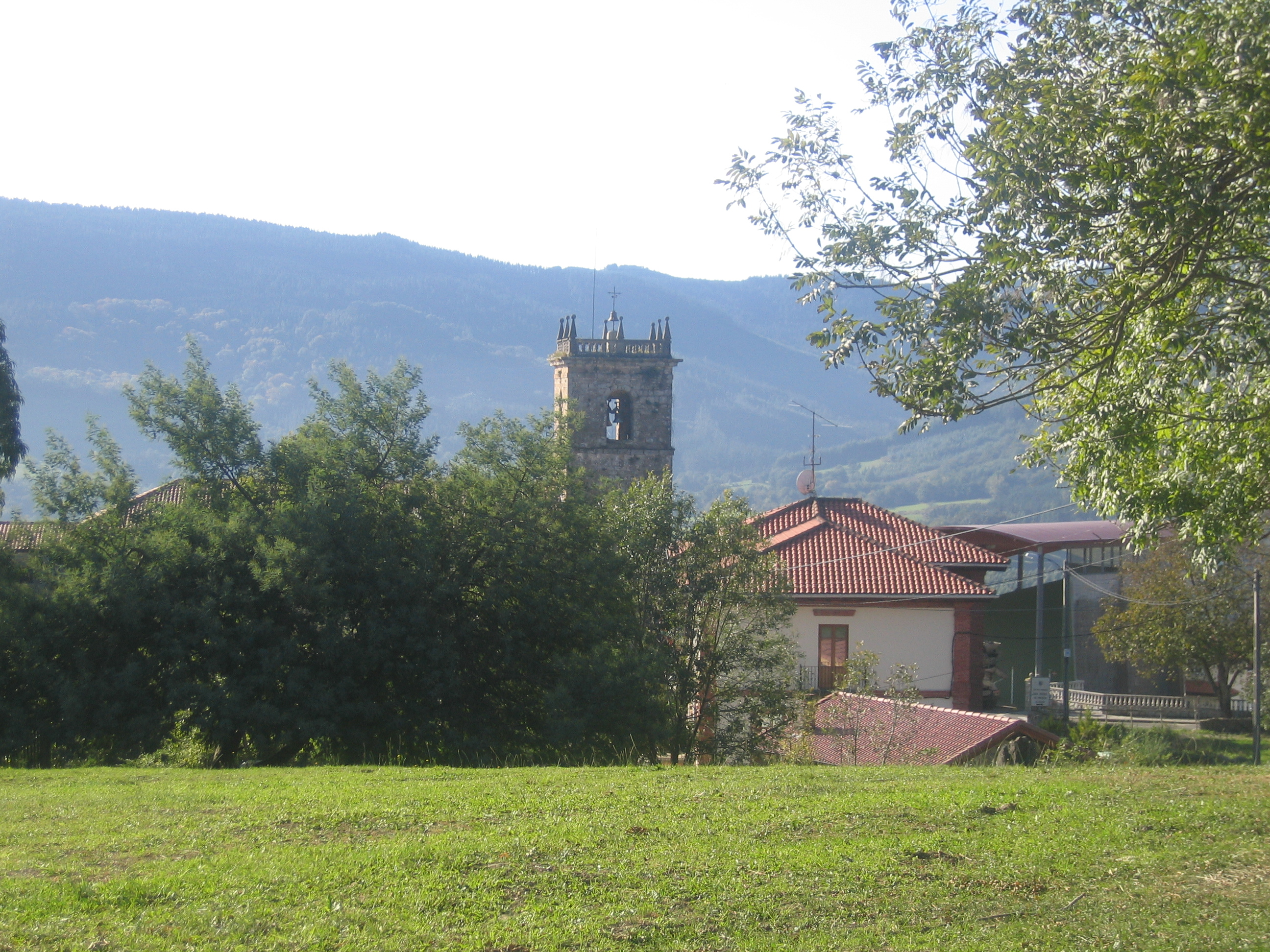
San Miguel de Linares (Arcentales)

La riquesa de les Encartaciones no és poca: fèrtil terra en molts llocs, molt propícia per a fruiteres i collites de blat de moro, patata, mongeta, tomàquet, pebrot i verdures... txacoli (vi del país, txakolina en euskera) que en altres temps va arribar una producció de dues-centes mil cantares anuals. Terreny muntanyenc amb bones pastures per al bestiar. Pedreres i mines de ferro i altres metalls, algunes explotades ja en temps dels romans. Hi ha una serralada que, arrencant de la Vall de Somorrostro, es dirigeix cap al migdia, i tocant en la ribera esquerra del Cadagua, s'encorba inclinant-se a l'oest els seus dos extrems, com per a formar amorosa falda als concejos de Galdames i de Sopuerta, i després d'haver-lo format s'esvaïx al sud del segon d'aquests concejos. L'arrencada d'aquesta serralada, que duu el nom de Triano, és aquell que va admirar fa dos mil anys el naturalista Plini, quan va dir, que en la part marítima de Cantàbria, banyada per l'oceà, havia una forest trencada i alt, tan abundant en ferro, que tot ell era d'aquesta matèria. Entre la riquesa natural de les Encartaciones destaca el Parc Natural d'Armañón.
Com testifica la tradició, l'euskera també es va parlar a les Encartaciones. Encara que la seva extinció total d'aquesta terra data del segle xix, amb la desaparició dels últims vestigis del basc en Gordexola (segons diuen, l'última parlant d'euskera encartada va ser Simona Unanue, natural de Gordexola, morta en 1850), ja en el segle xviii estava pràcticament extingit amb algun nucli conservat als barris alts de Galdames i l'esmentat municipi de Gordexola. En realitat, existeixen dues zones lingüístiques bastant ben definides en la comarca, una a l'oest, formada pels municipis de Balmaseda, Karrantza, Lanestosa, Turtzioz i Arcentales, on no està constatada la presència històrica de la llengua basca, i altra a l'est, en la resta de municipis, on existeixen proves històriques i toponímiques que testifiquen l'ús de l'euskera.
Així, les Encartaciones han estat durant tota la història la comarca castellanoparlant per antonomàsia de Biscaia, a causa de la seva posició geogràfica extrema propera a Cantàbria i a Castella, les cultures de la qual han influït i format una idiosincràsia pròpia a Les Encartaciones com fruit de la confluència de les tres tradicions culturals: castellana, basca i càntabra. D'ençà de l'oficialització de la llengua basca a tot el territori de la CAV, el nombre d'euskalduns ha augmentat molt, sobretot a les noves generacions que ha estat educades en aquesta llengua. L'ùs social d'aquesta llengua, al contrari, és encara avui força minoritari.
Les dades de què es disposa sobre la situació lingüística actual de la comarca són els següents: 
|               | Bascoparlants | Bilingües passius | Monolingües castellanoparlants |
| ------------- | ------------- | ----------------- | ------------------------------ |
| Encartaciones | 4,2%          | 12,9%             | 82,9%                          |

| Utilització de llengües | Euskera | Castellà |
| ----------------------- | ------- | -------- |
| Encartaciones           | 4,2%    | 95,8%    |

| Coneixement de l'euskera |
| ------------------------ |
| 17,1%                    |

Font: CID ABASOLO, Carlos; Las fronteras de la lengua vasca a lo largo de la historia, Revista de Filología Románica, 2002, 19, 15-36, ISSN 0212-999X.

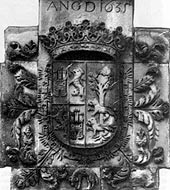
Escut de Les Encartaciones (avui de Sopuerta). Dividit en dos quartels, el de Castella i el de Biscaia, rodeajats pel Toisó d'Or i al cim, per timbre, una corona comtal

### Cultura mitològica
Les Encartaciones és lloc ric en tradicions supersticioses, successos de bruixeria, mals d'ull i altres llegendes conegudes per la seva cultura popular com "El Palau de les bruixes" (Palau dels Hurtado Amézaga) del municipi de Güeñes o El poble dels "bruixots "del municipi de Zalla. Aquestes creences han sobreviscut fins al segle XXI de mans d'escriptors i artistes que han nascut i crescut amb la màgia de la mitologia encartada entre els quals cal destacar Patxi Lezama amb interpretacions dels malignes éssers sobrenaturals, bruixots i bruixeria de Les Encartaciones de Biscaia.

## Composició dels Ajuntaments encartats (Eleccions Municipals 2019)
| #  | MUNICIPIO  | PNV | Bildu | PSE-EE | Aralar | CLI | KZ | A.E.I.S. | aG | T.B. |
| -- | ---------- | --- | ----- | ------ | ------ | --- | -- | -------- | -- | ---- |
| 1  | Valmaseda  | 5   | 1     | 1      |        | 6   |    |          |    |      |
| 2  | Carranza   | 4   |       |        |        |     | 7  |          |    |      |
| 3  | Arcentales | 4   | 3     |        |        |     |    |          |    |      |
| 4  | Güeñes     | 6   | 5     | 1      |        |     |    |          |    |      |
| 5  | Zalla      | 6   | 1     | 1      | 5      |     |    |          |    |      |
| 6  | Sopuerta   | 4   | 4     |        |        |     |    | 3        |    |      |
| 7  | Galdames   | 4   | 3     |        |        |     |    |          |    |      |
| 8  | Gordejuela | 6   | 3     |        |        |     |    |          |    |      |
| 9  | Trucios    | 5   |       |        |        |     |    |          |    | 2    |
| 10 | Lanestosa  | 5   | 2     |        |        |     |    |          |    |      |

En negrita la lista más votada:
- CLI: Candidatura Local Independent de Valmaseda
- KZ: Karrantza Zabala de Carranza
- PNV: Arcentales
- PNV: Güeñes
- PNV: Zalla
- PNV: Sopuerta
- PNV: Galdames
- PNV: Gordejuela
- PNV: Trucios
- PNV: Lanestosa